# 980 Анакоста
980 Анакоста (енгл. 980 Anacostia) је астероид главног астероидног појаса. Приближан пречник астероида је 86,19 , 
а средња удаљеност астероида од Сунца износи 2,742 астрономских јединица (АЈ).
Инклинација (нагиб) орбите у односу на раван еклиптике је 15,895 степени, а орбитални период износи 1659,191 дана (4,542 године). Ексцентрицитет орбите астероида износи 0,199.
Апсолутна магнитуда астероида износи 7,85 а геометријски албедо 0,172.
Астероид је откривен 21. новембра 1921. године.